# XIe législature du Parlement de Cantabrie
La XIe législature du Parlement de Cantabrie est un cycle parlementaire du Parlement de Cantabrie, d'une durée initiale de quatre ans, ouvert le 22 juin 2023 à la suite des élections du 28 mai précédent.

## Historique
La XIe législature s'ouvre le 22 juin 2023 sous la présidence de Miguel Ángel Revilla, du PRC, doyen de l'Assemblée, qui fait procéder à l'élection de la présidente. En vertu du pacte conclu entre le PP et Vox, la candidate de ce dernier, María José González Revuelta, est élue à la majorité absolue de 18 voix contre 16 à Javier López Marcano, du PRC et un bulletin nul. Son élection est suivie de celle des deux vice-présidents et des deux secrétaires.

## Bureau
Le bureau du Parlement de Cantabrie rassemble le président, deux vice-présidents et deux secrétaires. Le président est élu à la majorité absolue des députés au premier tour, à la majorité simple au second entre les deux candidats ayant recueilli le plus grand nombre de suffrages lors du premier vote. Les vice-présidents et secrétaires sont élus à la majorité simple : les deux candidats qui obtiennent le plus grand nombre de voix sont proclamés élus.
| Poste                  | Titulaire                    | Parti | Parti |
| ---------------------- | ---------------------------- | ----- | ----- |
| Présidente             | María José González Revuelta |       | PP    |
| Premier vice-président | Juan José Alonso             |       | PP    |
| Premier vice-président | Alejandro Liz (18/09/2023)   |       | PP    |
| Second vice-président  | Javier López                 |       | PRC   |
| Premier secrétaire     | Armando Blanco               |       | Vox   |
| Second secrétaire      | Joaquín Gómez                |       | PSOE  |

## Groupes parlementaires
Le règlement du Parlement de Cantabrie dispose que les députés issus d'une même candidature ont le droit de former un groupe parlementaire, à condition qu'il compte au moins 3 membres. Les députés appartenant à un même parti ne peuvent former de groupes parlementaires séparés. Les députés ne peuvent intégrer que le groupe parlementaire du parti politique pour lequel ils ont concouru aux élections. L'ensemble des députés membres des candidatures n'ayant pas obtenu le nombre suffisant de députés pour constituer un groupe propre sont intégrés au groupe mixte. Si, au cours de la législature, l'effectif d'un groupe devient inférieur au seuil requis pour sa création, celui-ci est alors dissous et ses membres intègrent le groupe mixte. Sont considérés comme députés non-inscrits les parlementaires qui n'intègrent pas le groupe correspondant à leur parti politique, sont expulsés de celui-ci ou le quittent volontairement.
| Nom | Nom                 | Début | Fin | Porte-parole                                  |
| --- | ------------------- | ----- | --- | --------------------------------------------- |
|     | Groupe populaire    | 15    |     | Íñigo Fernández Juan José Alonso (06/09/2023) |
|     | Groupe régionaliste | 8     |     | Pedro Hernando                                |
|     | Groupe socialiste   | 8     |     | Noelia Cobo Pablo Zuloaga (19/07/2023)        |
|     | Groupe Vox          | 4     |     | Leticia Díaz                                  |

## Commissions parlementaires
| Commission                                                                                        | Président                    | Parti | Parti |
| ------------------------------------------------------------------------------------------------- | ---------------------------- | ----- | ----- |
| Commissions permanentes législatives                                                              |                              |       |       |
| Commission de la Présidence, de la Justice, de la Sécurité et de la Simplification administrative | Paula Fernández              | PRC   |       |
| Commission de l'Industrie, de l'Emploi, de l'Innovation et du Commerce                            | Natividad Pérez              | Vox   |       |
| Commission de l'Équipement, de l'Aménagement du territoire et de l'Environnement                  | Alejandro Liz                | PP    |       |
| Commission du Développement rural, de l'Élevage, de la Pêche et de l'Alimentation                 | Joaquín Gómez                | PSOE  |       |
| Commission de l'Économie, des Finances et des Fonds européens                                     | Guillermo Blanco             | PRC   |       |
| Commission de la Culture, du Tourisme et des Sports                                               | Íñigo Fernández              | PP    |       |
| Commission de l'Éducation, de la Formation professionnelle et de l'Enseignement supérieur         | Eva Salmón                   | PSOE  |       |
| Commission de la Santé                                                                            | Miguel Ángel Vargas          | PP    |       |
| Commission de l'Inclusion sociale, de la Jeunesse, des Familles et de l'Égalité                   | Álvaro Aguirre               | PP    |       |
| Commissions permanentes non-législatives                                                          |                              |       |       |
| Commission du Règlement                                                                           | María José González Revuelta | PP    |       |
| Commission des Pétitions                                                                          | María José González Revuelta | PP    |       |
| Commission du Statut des députés                                                                  | María José González Revuelta | PP    |       |

## Gouvernement et opposition
| Candidat                         | Date                                    | Vote       |    |     |      |     | Résultat |  |  |  |  |  |  |  |  |  |  |  |  |  |  |  |  |
| Candidat                         | Date                                    | Vote       | PP | PRC | PSOE | Vox | Résultat |  |  |  |  |  |  |  |  |  |  |  |  |  |  |  |  |
| María José Sáenz de Buruaga (PP) | 30 juin 2023 (majorité absolue requise) | Oui        | 15 |     |      |     | 15 / 35  |  |  |  |  |  |  |  |  |  |  |  |  |  |  |  |  |
| María José Sáenz de Buruaga (PP) | 30 juin 2023 (majorité absolue requise) | Non        |    |     | 8    | 4   | 12 / 35  |  |  |  |  |  |  |  |  |  |  |  |  |  |  |  |  |
| María José Sáenz de Buruaga (PP) | 30 juin 2023 (majorité absolue requise) | Abstention |    | 8   |      |     | 8 / 35   |  |  |  |  |  |  |  |  |  |  |  |  |  |  |  |  |
| María José Sáenz de Buruaga (PP) |                                         |            |    |     |      |     |          |  |  |  |  |  |  |  |  |  |  |  |  |  |  |  |  |
| María José Sáenz de Buruaga (PP) | 3 juillet 2023 (majorité relative)      | Oui        | 15 |     |      |     | 15 / 35  |  |  |  |  |  |  |  |  |  |  |  |  |  |  |  |  |
| María José Sáenz de Buruaga (PP) | 3 juillet 2023 (majorité relative)      | Non        |    |     | 8    | 4   | 12 / 35  |  |  |  |  |  |  |  |  |  |  |  |  |  |  |  |  |
| María José Sáenz de Buruaga (PP) | 3 juillet 2023 (majorité relative)      | Abstention |    | 8   |      |     | 8 / 35   |  |  |  |  |  |  |  |  |  |  |  |  |  |  |  |  |

## Désignations

### Sénateurs
| Parti | Parti | Sénateurs désignés     | Voix |
| ----- | ----- | ---------------------- | ---- |
| PP    |       | Íñigo Fernández García | 15   |

- Désignation : 19 juillet 2023.